# Giorgio Rosa
Giorgio Rosa   (Bolonya, 19 de febrer de 1925 - Bolonya, 2 de març de 2017) fou un polític i enginyer italià, conegut principalment per ser l'artífex i principal impulsor i creador de l'Illa de les Roses.

## Biografia
Va néixer a Bolonya el 1925 i es va allistar a la República Social Italiana de molt jove. Graduat en enginyeria mecànica a Bolonya el 1950, sempre ha exercit la professió, a més de ser consultor i professor. El febrer de 1960 es va casar amb Gabriella Chierici, amb qui va tenir un fill: Lorenzo.
Entre finals de la dècada de 1950 i 1967 va concebre, dissenyar i dirigir les obres per a la construcció de l'Illa de les Roses, una plataforma artificial de 400 m2 formats al mar Adriàtic, aproximadament 11 km de la costa de Rimini, fora de les aigües territorials italianes.
Després de completar l'illa el 1967, l'1 de maig de 1968 la va autoproclamar com a estat independent (en realitat una micronació sense sobirania real), amb el nom de "República Esperanta de l'Illa de les Roses" (en esperanto: Esperanta Respubliko de la Insulo de la Rozoj). La micronació va ser de curta durada: a partir del 25 de juny de 1968 va ser sotmesa a bloqueig naval i va ser demolida per la força pels submarinistes de la Marina.
Giorgio Rosa està enterrat a la Certosa de Bolonya.

## Obres
- Giorgio Rosa. L'Isola delle Rose: La vera storia tra il fulmine e il temporale.  Persiani, 2020. ISBN 979-1-259-56004-9.
- Giorgio Rosa. L'isola delle rose.  Persiani-Cines, luglio 2009. ISBN 978-88-96013-06-9.